# The West Pole
The West Pole ist das neunte Studioalbum der niederländischen Band The Gathering. Es erschien im Jahr 2009 beim bandeigenen Label Psychonaut Records.

## Entstehung und Veröffentlichung
Nach Home verließ die langjährige Sängerin Anneke van Giersbergen im Sommer 2007 die Band. The Gathering kündigten Anfang 2009 ein neues Album an und gaben einen Monat später bekannt, dass die Norwegerin Silje Wergeland neue Sängerin sei. Mit Marcela Bovio (Stream of Passion) und Anne van den Hoogen als Gastsängerinnen wurde The West Pole aufgenommen. René Rutten und Zlaya Hadzich mischten und masterten das Album.

## Titelliste
1. When Trust Becomes Sound – 3:53
2. Treasure – 4:06
3. All You Are – 4:34
4. The West Pole – 6:35
5. No Bird Call – 5:38
6. Capital of Nowhere – 6:35
7. You Promised Me a Symphony – 2:54
8. Pale Traces – 7:46
9. No One Spoke – 4:32
10. A Constant Run – 7:44

## Stil
Hans Rutten kündigte The West Pole als „lebhaftes, atmosphärisches und extrovertiertes“ Rockalbum an, das typisch für The Gathering sei, aber auch einige neue Stilelemente enthalte. Bezüge zu früheren Alben wie Mandylion oder How to Measure a Planet? sind wahrnehmbar. Im Vordergrund steht meist Wergelands Gesang, der dem van Giersbergens ähnelt. Viele Stücke auf dem Album sind ruhig und teilweise spärlich instrumentiert, die Stimmung ist melancholisch.

## Rezeption
Die Reaktionen der Presse auf das Album fielen gemischt aus und fokussierten sich oft die neue Sängerin. Michael Edele von laut.de urteilt: „Zwar verfügt Silje über eine warme, angenehme Stimme, die zu den Songs […] soweit ganz gut passt. Allerdings wage ich zu behaupten, dass ihr sowohl das Volumen, als auch das unvergleichliche Charisma ihrer Vorgängerin abgeht.“ Er kritisiert außerdem die „mitunter nur bedingt spannenden Songs“. Boris Kaiser vom Rock Hard findet, „die Mischung aus Alternative- und Postrock klingt 2009 nicht mehr progressiv und spannend wie noch vor zehn Jahren, sondern irgendwie ein wenig angestaubt“ Kristian Selm von den Babyblauen Seiten resümiert jedoch, dass „der Anspruch und die Erwartungshaltung natürlich recht hoch sind, aber vielleicht befinden sich The Gathering einfach noch im Findungsprozess, wie es nun wirklich weitergehen soll. Alles in allem eine solide, gute Scheibe, die in Augenblicken aufblitzen lässt, dass in dieser Band immer noch genügend Feuer brennt.“